# Roald Dahl
Roald Dahl (n. 13 septembrie 1916, Llandaff⁠(d), Regatul Unit – d. 23 noiembrie 1990, Oxford, Anglia, Regatul Unit) a fost un romancier, autor de nuvele și povestiri britanic, dar și un prolific scenarist de film și televiziune.

## Viața
S-a născut în Cardiff, în Țara Galilor, din părinți norvegieni, care locuiau acolo încă din anii 1880. A fost numit Roald în onoarea exploratorului norvegian Roald Amundsen, un erou național în Norvegia. La moartea tatălui său în 1920, mama sa decide să rămână în Regatul Unit pentru a respecta dorința tatălui de a educa copiii la școli britanice. Cu toate acestea, tânărul Roald petrece numeroase vacanțe în Norvegia, în vizită la bunici, el vorbind fluent și limba norvegiană. Avea o înălțime considerabilă, în pașaport figurând înălțimea de 1,96 m. A studiat la Oxford.
În 1939 se înscrie în Royal Air Force, unde devine pilot, dar în septembrie 1940 suferă un accident în nordul Africii, în urma unei aterizări forțate. În februarie 1941 revine în cadrul escadronului său și participă la bătăliile din Grecia și Orientul Apropiat. În urma unor probleme de sănătate este trimis în Anglia în luna iunie, iar din 1942 devine atașat adjunct de aviație la ambasada britanică din Washington D.C. În această perioadă începe să scrie, continuând să contribuie cu materiale de propagandă pe toată perioada războiului. În timpul șederii sale la Washington lucrează și pentru Serviciul de Informații. La sfârșitul războiului este trimis înapoi in Regatul Unit.
În 1953 se căsătorește cu actrița americană Patricia Neal, împreună cu care are 5 copii: Olivia, Tessa, Theo, Ophelia și Lucy. În 1983 divorțează și se recăsătorește cu Felicity Ann d'Abreu Crosland.
Roald Dahl a murit în 23 noiembrie 1990 suferind de o boală de sânge rară, sindromul mielodisplastic. După moartea lui, influentul ziar The Times l-a numit unul dintre cei mai citiți scriitori pe plan internațional, cu o importantă influență asupra scriitorilor generației noastre, cel care a știut să facă să vibreze acea linie fină dintre comic și grotesc, făcându-le să se întrepătrundă. Operele sale caritabile în domeniile neurologiei, hematologiei și de alfabetizare au fost continuate de fundația sa Roald Dahl Foundation

## Opera
El este unul dintre cei mai renumiți scriitori de succes pentru copii.Cărțile lui, dintre care Uriașul prietenos, Matilda, Vrăjitoarele, James și piersica uriașă, Charlie si fabrica de ciocolata, Charlie și Marele Ascensor din Sticlă sunt apreciate de copiii din toată lumea.
Povestirile pentru adulți și adolescenți ale acestui talentat scriitor au fost publicate în volumele E rândul tău, Cineva ca tine, Ah! Dulcele mister al vieții, Minunata povestire a lui Henry Sugar, Povestiri cu sfârșit neașteptat. Aceste publicații au devenit bestseller-uri în mai multe limbi. Dintre acestea, volumul Povestiri cu sfârșit neașteptat a apărut în urma succesului dramatizării unui serial de televiziune englez a unora dintre aceste povestiri.
Cărțile sale pentru copii sunt pline de ticăloși grotești, personaje excentrice analizate în detaliu. Și povestirile pentru adulți au fost foarte populare. Dezvoltate în jurul unor intrigi diabolice, au fost adaptate pentru teatru și televiziune. Dahl a scris și două volume autobiografice apreciate.

### Povestiri pentru copii
- The Gremlins (1943)
- James și piersica uriașă (1961) — ecranizat în 1996
- Fabrica de ciocolată a lui Charlie (1964) — ecranizat ca: Willy Wonka & the Chocolate Factory (1971) și Charlie and the Chocolate Factory (2005)
- The Magic Finger (1966)
- Fantastic Mr Fox (1970)
- Charlie și Marele Ascensor de Sticlă (1973) continuare a romanului „Fabrica de ciocolată a lui Charlie”
- Danny, the Champion of the World (1975) — ecranizat în (1989), în română numit „Danny, campionul lumii”
- The Enormous Crocodile (1978)
- The Twits (1980)
- George's Marvelous Medicine (1981)
- Marele Uriaș Prietenos(MUP) (1982) — ecranizat în 1989 ca film animat
- Vrăjitoarele (1983) — ecranizat în 1990
- The Giraffe and the Pelly and Me (1985)
- Matilda (1988) — ecranizat în 1996
- Esio Trot (1989)
- The Minpins (1991)
- The Vicar of Nibbleswicke (1991)

#### Poezie pentru copii
- Revolting Rhymes (1982)
- Dirty Beasts (1983)
- Rhyme Stew (1989)

### Ficțiune pentru adulți

#### Romane
- Sometime Never: A Fable for Supermen (1948)
- My Uncle Oswald (1979)

#### Colecții de povestiri scurte
- Over To You: Ten Stories of Flyers and Flying (1946)
- Someone Like You (1953)
- Lamb to the Slaughter (1953)
- Kiss Kiss (1960)
- Twenty-Nine Kisses from Roald Dahl (1969)
- Switch Bitch (1974)
- The Wonderful Story of Henry Sugar and Six More (1977)
- The Best of Roald Dahl (1978)
- Tales of the Unexpected (1979)
- More Tales of the Unexpected (1980)
- Roald Dahl's Book of Ghost Stories (1983).
- The Roald Dahl Omnibus (1986)
- Two Fables (1986). "Princess and the Poacher" și "Princess Mammalia".
- Ah! Dulcele mister al vieții (1989)
- The Collected Short Stories of Dahl (1991)
- The Great Automatic Grammatizator (1997).
- Skin And Other Stories (2000)
- Roald Dahl: Collected Stories (2006)
- The Roald Dahl Treasury (2008)

### Altele
- The Mildenhall Treasure (1946, 1977, 1999)
- Boy – Tales of Childhood (1984) - Autobiografie a copilăriei, până la vârsta de 20 ani.
- Going Solo (1986) - Continuarea autobiografiei.
- Measles, a Dangerous Illness (1986)
- Memories with Food at Gipsy House (1991)
- Roald Dahl's Guide to Railway Safety (1991)
- My Year (1993)
- The Roald Dahl Omnibus (1993)

### Teatru
- The Honeys (1955) - piesă pusă în scenă la teatrul Longacre pe Broadway.

### Scenarii de film
- 1964 36 de ore (36 Hours)
- 1967 You Only Live Twice (You Only Live Twice), al cincilea film din seria James Bond
- 1968 Chitty Chitty Bang Bang, regia Ken Hughes
- 1971 The Night Digger

### Scenarii de televiziune
- Way Out (1961) Serial Horror prezentat de Roald Dahl și produs de David Susskind
- Alfred Hitchcock Presents episoade scrise de Roald Dahl:
  - "Lamb to the Slaughter" (1958)
  - "Dip in the Pool" (1958)
  - "Poison" (1958)
  - "Man from the South" (1960)
  - "Mrs. Bixby and the Colonel's Coat" (1960)
  - "The Landlady" (1961)
- Povestiri cu sfârșit neașteptat (1979-88), episoade scrise cu introducere prezentată de Roald Dahl.